# Vickery (Ohio)
Vickery é um lugar designado pelo censo localizado no condado de Sandusky no estado estadounidense de Ohio. No Censo de 2010 tinha uma população de 121 habitantes e uma densidade populacional de 110,45 pessoas por km².

## Geografia
Vickery encontra-se localizado nas coordenadas 41° 22′ 37″ N, 82° 56′ 29″ O. Segundo o Departamento do Censo dos Estados Unidos, Vickery tem uma superfície total de 1.1 km², da qual 1.1 km² correspondem a terra firme e (0%) 0 km² é água.

## Demografia
Segundo o censo de 2010, tinha 121 pessoas residindo em Vickery. A densidade populacional era de 110,45 hab./km². Dos 121 habitantes, Vickery estava composto pelo 99.17% brancos, 0% eram afroamericanos, 0% eram amerindios, 0% eram asiáticos, 0% eram insulares do Pacífico, 0% eram de outras raças e 0.83% pertenciam a duas ou mais raças. Do total da população 0.83% eram hispanos ou latinos de qualquer raça.